# Michael Frazier II
Michael Antonio Frazier II (ur. 8 marca 1994 w Nowym Jorku) – amerykański koszykarz, występujący na pozycji rzucającego obrońcy.
25 sierpnia 2015 podpisał umowę z Los Angeles Lakers.
6 kwietnia 2019 podpisał umowę Houston Rockets. 17 października opuścił klub. 3 dni później zawarł kolejny w karierze kontrakt z Houston Rockets na występy zarówno w NBA, jak i zespole G-League – Rio Grande Valley Vipers.

## Osiągnięcia
Stan na 21 września 2021, na podstawie, o ile nie zaznaczono inaczej.
NCAA
- Zaliczony do I składu:
  - turnieju SEC (2014)
  - najlepszych pierwszorocznych zawodników SEC (2013)
- Lider konferencji Southeastern w skuteczności rzutów za 3 punkty (2014)[6]

Drużynowe
- Mistrz G-League (2019)

Indywidualne
- Laureat nagrody – największy postęp G-League (2019)

Reprezentacja
- Mistrz świata U–19 (2013)[5]